# Begovo Razdolje
Begovo Razdolje – wieś w Chorwacji, w żupanii primorsko-gorskiej, w gminie Mrkopalj. W 2011 roku liczyła 48 mieszkańców.